# Anableps
Anableps – rodzaj ryb karpieńcokształtnych z rodziny czworookowatych (Anablepidae).

## Klasyfikacja
Gatunki zaliczane do tego rodzaju:
- Anableps anableps – czworook[3], argusek[4],
- Anableps dowei
- Anableps microlepis